# Struppen
Struppen (česky zastarale Strupno) je obec v německé spolkové zemi Sasko. Nachází se v zemském okrese Saské Švýcarsko-Východní Krušné hory a žije zde přibližně 2 400 obyvatel.

## Geografie
Obec Struppen leží jihovýchodně od zemského hlavního města Drážďany v oblasti Saského Švýcarska. Blízko vsi protéká řeka Labe, která však již náleží k sousedním obcím. Nejbližší železniční zastávka, ležící mimo území obce, je Obervogelgesang v labském údolí na trati Děčín – Dresden-Neustadt.

## Historie
První písemná zmínka pochází z roku 1275, kdy je sídlo zmiňováno jako Ztrupin.

## Správní členění
Struppen se dělí na 7 místních částí:
- Ebenheit (připojen 1. ledna 1973)
- Naundorf (připojen 1. ledna 1994)
- Strand (připojen 1. ledna 1994)
- Struppen s vesnicemi Kleinstruppen (připojena 1. února 1918) a Neustruppen (připojena 1. února 1919), které nemají status místní části
- Struppen-Siedlung
- Thürmsdorf (připojen 1. ledna 1994)
- Weißig (připojen 1. ledna 1994)

## Politika
Ve starostovských volbách 12. června 2022 nebyl starostou zvolen nikdo v prvním kole, do toho druhého postupují kandidáti Michael Sachse, který získal 34,3 % hlasů a Frank Göhler (CDU), který získal 33,1 %.

## Pamětihodnosti
- zámek Struppen
- zámek Kleinstruppen
- zámek Thürmsdorf
- evangelicko-luterský vesnický kostel ve Struppenu

## Osobnosti
- Wilhelm Leberecht Götzinger (1758–1818) – luterský kněz, teolog a vlastivědec
- Richard von Friesen (1808–1884) – saský politik, od roku 1858 ministr financí
- Robert Sterl (1867–1932) – impresionistický malíř
- Werner Großmann (1929–2022) – východoněmecký politik, v letech 1986–1989 zastupující ministr pro státní bezpečnost
- Michael Geisler (* 1960) – politik za CDU, zemský rada zemského okresu Saské Švýcarsko-Východní Krušné hory